# Euthore leroii
Euthore leroii là loài chuồn chuồn trong họ Polythoridae. Loài này được Ris mô tả khoa học đầu tiên năm 1918.